# Maison du 21 Grande Rue à Laval
La maison du 21 Grande Rue est un édifice situé à Laval, en France.

## Localisation
Le bâtiment est situé dans le département français de la Mayenne, au no 21 de la Grande Rue à Laval.

## Architecture
Les façades et les toitures sont inscrites au titre des monuments historiques depuis le 10 décembre 1926.

### Acticles connexes
- Liste des monuments historiques de la Mayenne